# Alfred Pema
Alfred Pema (alfɾɛd pɛma; Korça, 1944. június 5. – Tirana, 1999. január 31.) albán gépészmérnök, egyetemi tanár, politikus, 1991–1992-ben négy hónapig Albánia oktatásügyi minisztere.

## Életútja
A délkelet-albániai Korça városában született. 1962-től a Tiranai Egyetem hallgatója volt, ahol 1967-ben szerezte meg gépészmérnöki oklevelét. 1967-től 1970-ig a szülővárosában működő hűtőgépgyárban dolgozott mérnökként, 1970-tól pedig alma matere, a Tiranai Egyetem építőmérnöki karán a termodinamikai tanszék vezetőjeként oktatott. Később a Tiranai Műszaki Egyetem rektorhelyettesi feladatait látta el, egyúttal a környezetmérnöki tanszéken folyó oktatómunkát irányította tanszékvezetőként.
A rendszerváltást követően bekapcsolódott a politikai életbe, pártonkívüliként 1991. december 18-a és 1992. április 13-a között Vilson Ahmeti kormányának oktatásügyi minisztere volt. 1992-ben alapító tagja volt a Demokratikus Szövetség elnevezésű pártnak, képviselőjelöltként megmérette magát az 1996-os választáson, de nem került be az albán nemzetgyűlésbe. 1999-ben, ötvennégy éves korában halt meg Tiranában.